# Piriqueta
Piriqueta är ett släkte av passionsblomsväxter. Piriqueta ingår i familjen passionsblomsväxter.

## Bildgalleri

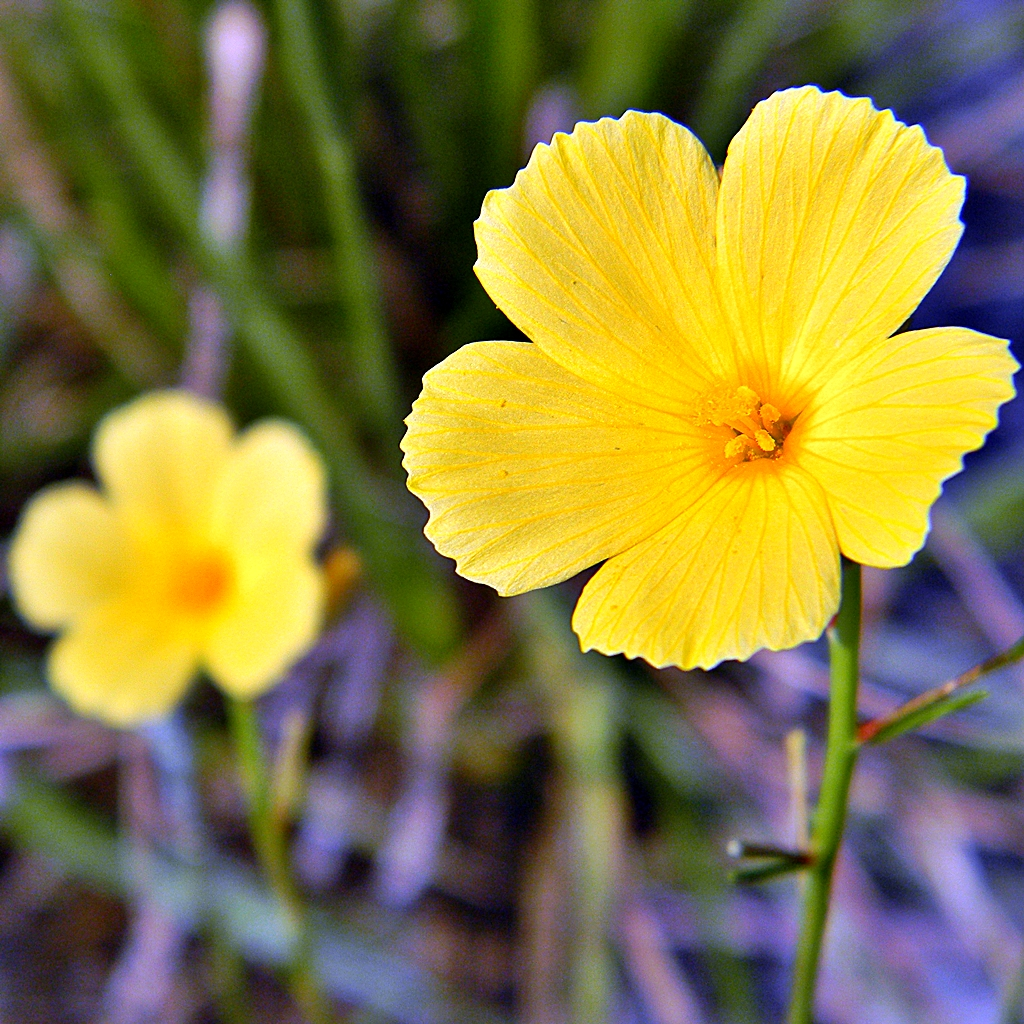
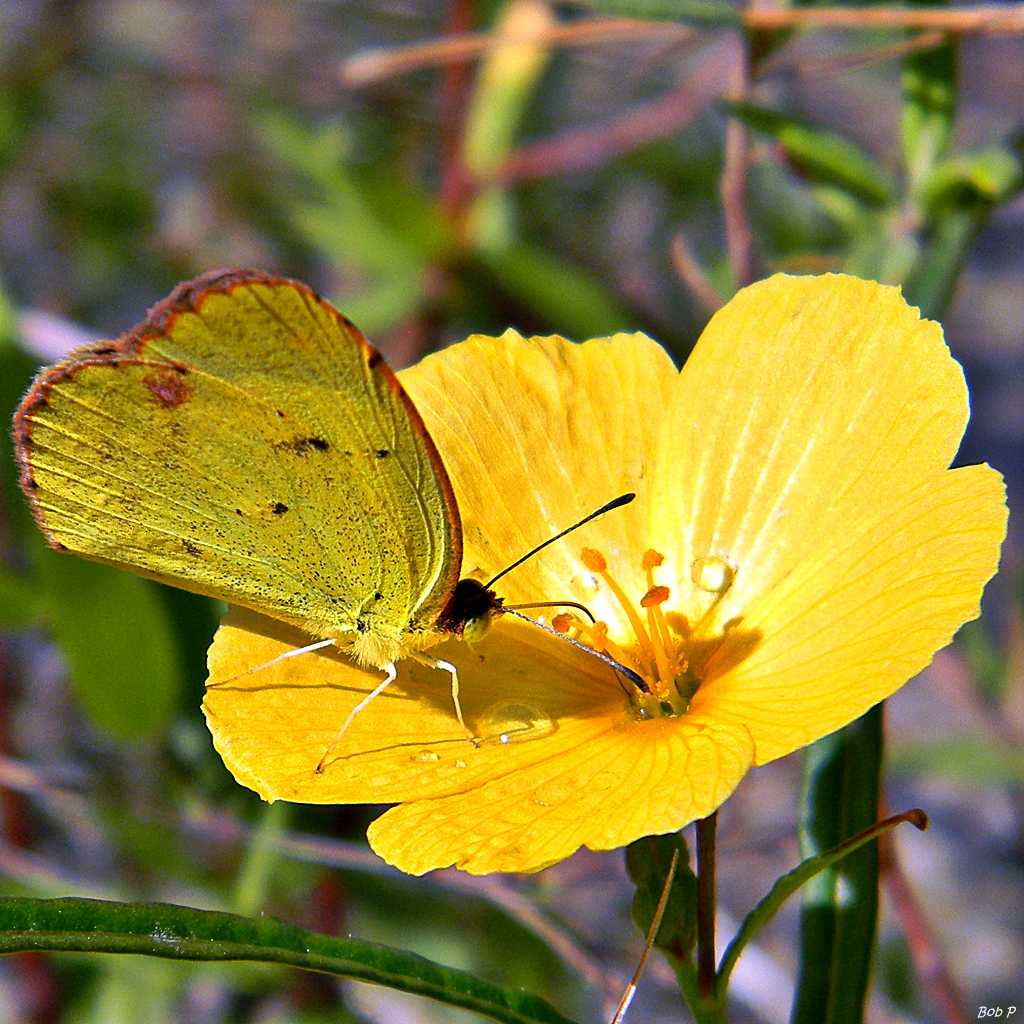
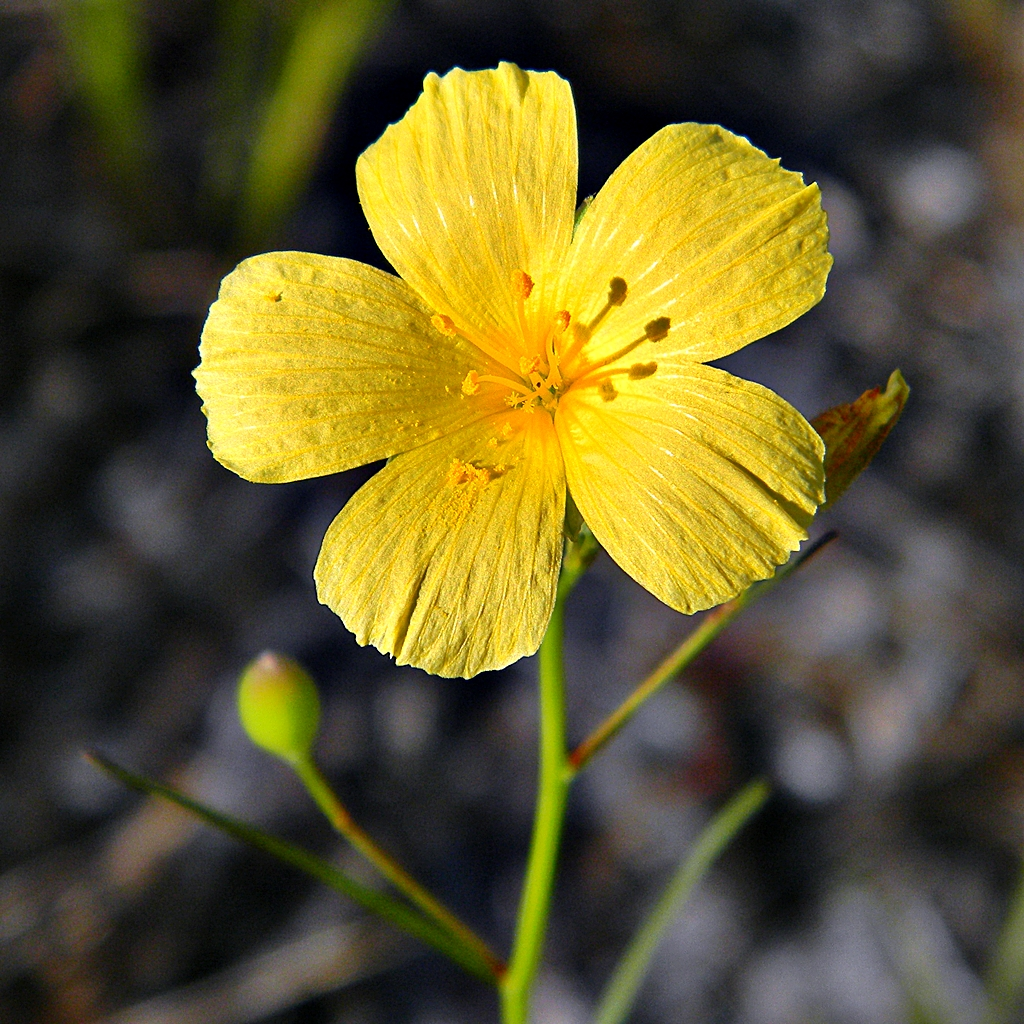
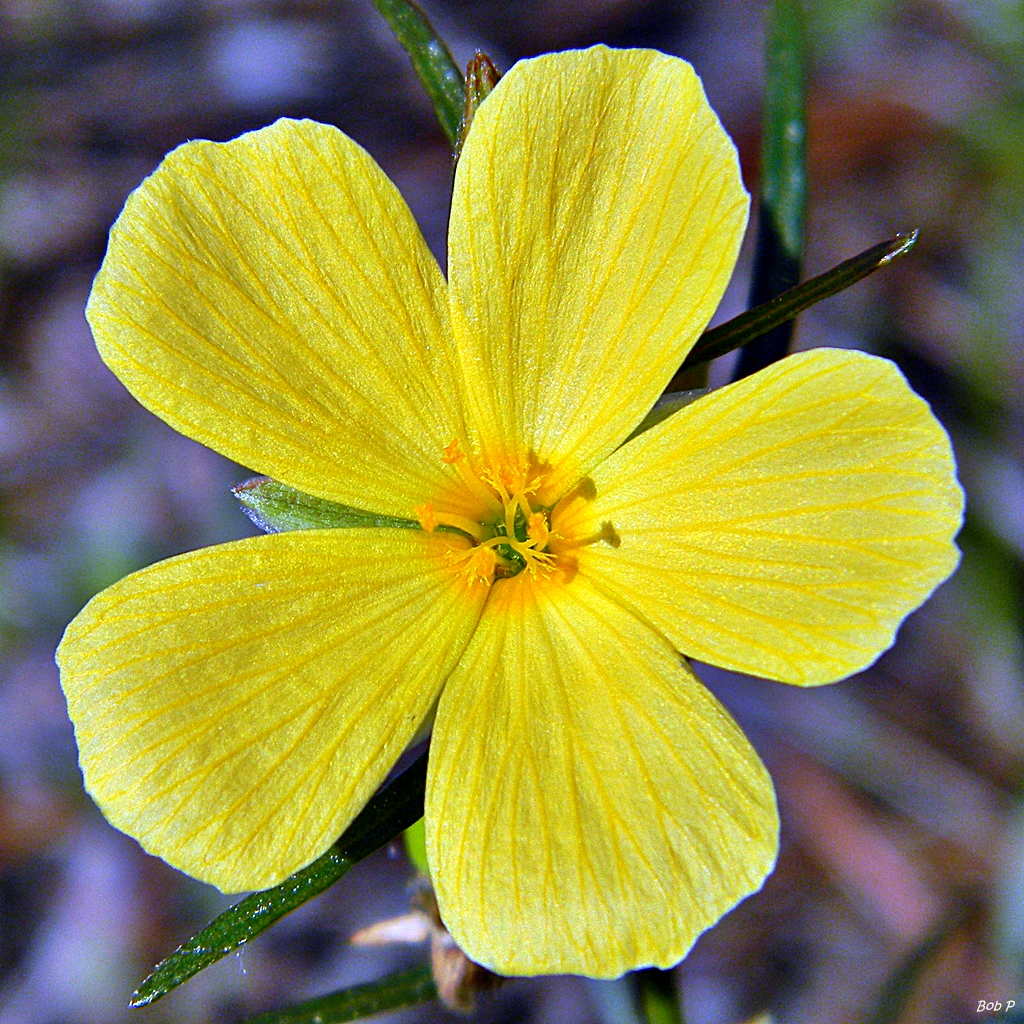
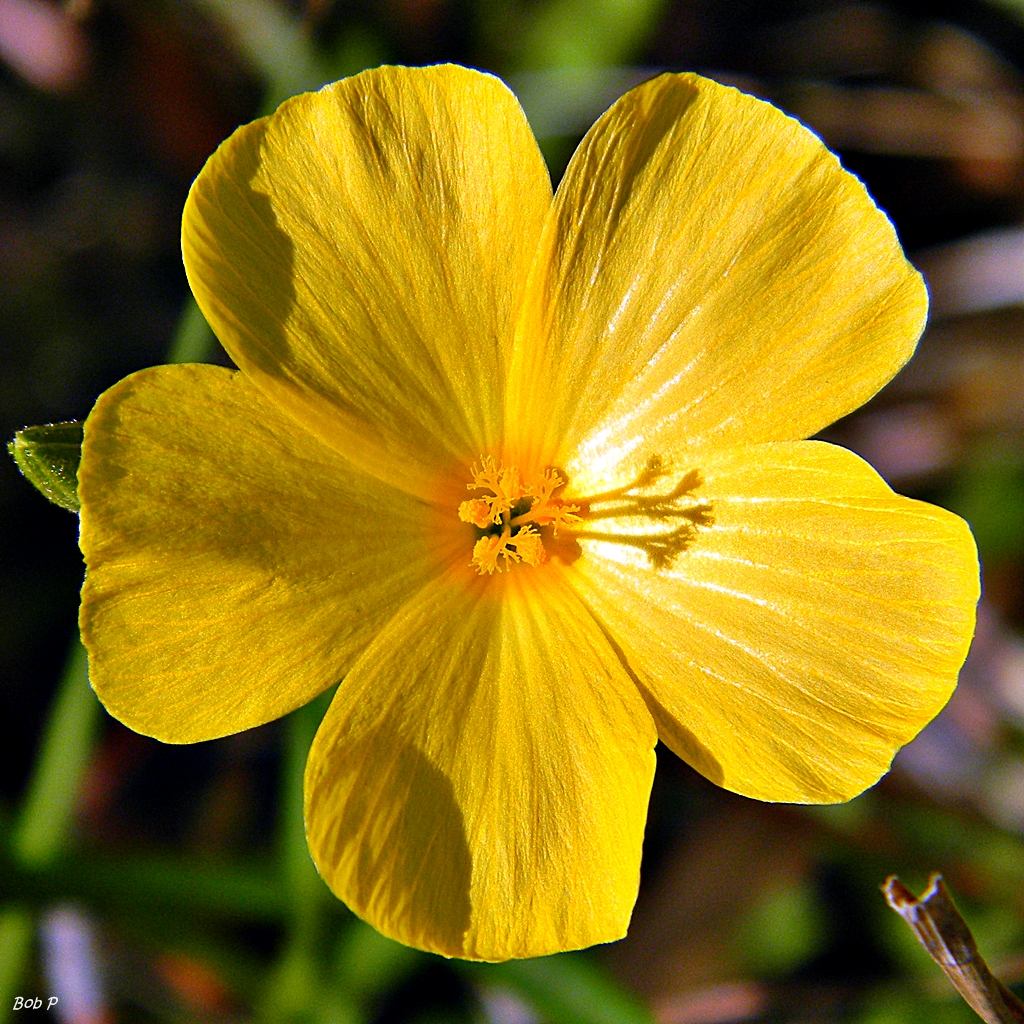
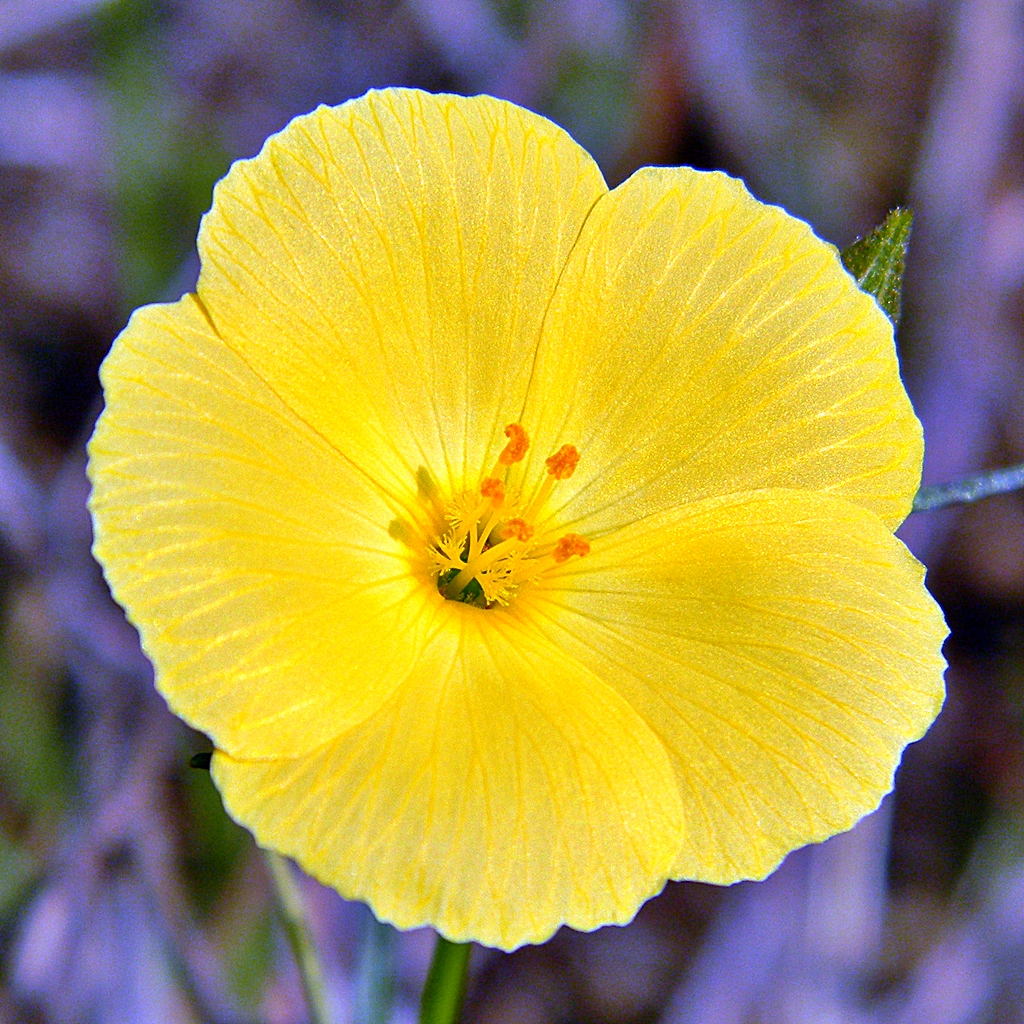

## Dottertaxa tillPiriqueta, i alfabetisk ordning[1]
- Piriqueta abairana
- Piriqueta araguaiana
- Piriqueta asperifolia
- Piriqueta assurensis
- Piriqueta aurea
- Piriqueta berneriana
- Piriqueta breviseminata
- Piriqueta caiapoensis
- Piriqueta carnea
- Piriqueta cistoides
- Piriqueta constellata
- Piriqueta corumbensis
- Piriqueta cristobaliae
- Piriqueta densiflora
- Piriqueta dentata
- Piriqueta douradinha
- Piriqueta duarteana
- Piriqueta emasensis
- Piriqueta flammea
- Piriqueta grandifolia
- Piriqueta guianensis
- Piriqueta hapala
- Piriqueta lourteigiae
- Piriqueta mandrarensis
- Piriqueta mesoamericana
- Piriqueta mexicana
- Piriqueta morongii
- Piriqueta mortonii
- Piriqueta nanuzae
- Piriqueta nitida
- Piriqueta ochroleuca
- Piriqueta plicata
- Piriqueta racemosa
- Piriqueta revoluta
- Piriqueta rosea
- Piriqueta sarae
- Piriqueta scabrida
- Piriqueta sidifolia
- Piriqueta suborbicularis
- Piriqueta subsessilis
- Piriqueta sulfurea
- Piriqueta tamberlikii
- Piriqueta taubatensis
- Piriqueta undulata
- Piriqueta venezuelana
- Piriqueta viscosa